# Husayni
Ḥusaynī (in arabo ﺣﺴﻴﻨﻲ‎?) spesso impropriamente detta Husseini, è un'eminente famiglia palestinese anticamente residente a Gerusalemme. Numerosi membri del clan familiare hanno ricoperto importanti posizioni politiche, quali la carica di sindaco e Gran Mufti di Gerusalemme e hanno fondato e diretto vari movimenti e partiti politici nazionalistici impegnati in funzione antiebraica e antisionista durante il Mandato britannico della Palestina, fra cui si possono ricordare l'Esercito del Sacro Jihad, il Partito della Palestina Araba e il Supremo Comitato Arabo. 
Tra i conflitti che hanno visto in prima linea la famiglia si contano i Moti palestinesi del 1920, la Grande Rivolta Araba in Palestina del 1936–1939 e la Guerra arabo-israeliana del 1948.
Gli Ḥusaynī appartengono alla scuola giuridico-religiosa del sunnismo hanafita, in contrasto con la maggioranza palestinese che si riconosce invece con la scuola shafi'ita.

## Storia

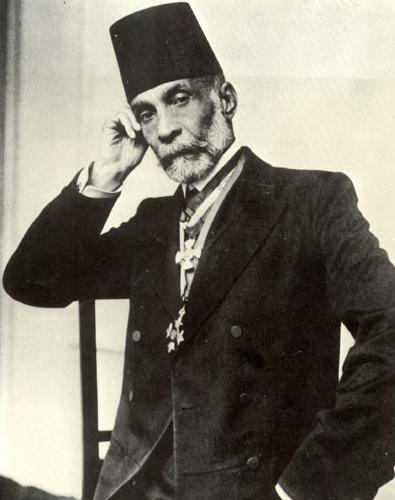
Mūsā al-Ḥusaynī

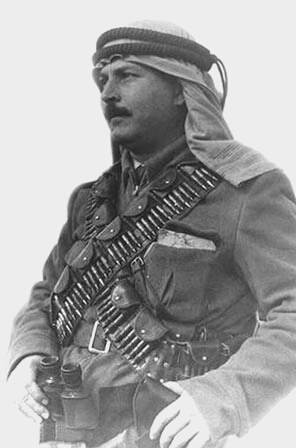
ʿAbd al-Qādir al-Ḥusaynī guidò le forze irregolari palestinesi contro le milizie ebraiche nel corso della Guerra arabo-israeliana del 1948. Cadde in combattimento a Qastal.

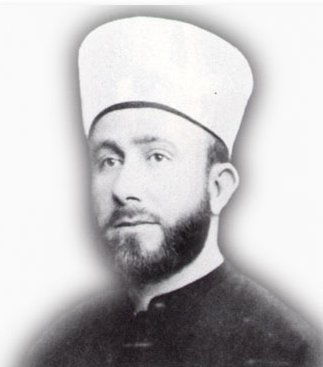
Amīn al-Ḥusaynī

Gli Ḥusaynī emigrarono a Gerusalemme nel XIII secolo, quando l'influenza crociata su Outremer cominciò ad affievolirsi. Durante il Mandato britannico della Palestina il clan annoverava centinaia di componenti e, comprendendo quanti si erano ad essi imparentati, il numero superava le diverse migliaia. Costoro erano per lo più concentrati nella Città Vecchia, ma un gran numero di appartenenti alla famiglia viveva anche nei dintorni di Sheikh Jarrah, la cosiddetta "Colonia germanica" di Gerusalemme, di Katamon, Baka e Musrara.
Gli Ḥusaynī costituivano la forza principale che si rivoltò contro Mehmet Ali che governava l'Egitto e la Palestina in dispregio della sovranità ottomana.
Gli Ḥusaynī più tardi condussero la resistenza e la propaganda ostile ai Giovani Turchi che avevano preso il controllo dell'Impero ottomano e più ancora essi s'impegnarono allorché sulla Palestina fu imposto dal Regno Unito uno stretto controllo che la Società delle Nazioni legittimò con la formula del Mandato e allorché, prima della Shoah, il Sionismo riuscì a convincere un crescente numero di ebrei ad abbandonare l'Europa alla volta della "Terra promessa" in Palestina. Dopo la Guerra arabo-israeliana del 1948, la maggior parte della famiglia si insediò in Giordania e negli Stati arabi del Golfo. Vari capi-famiglia che erano rimasti nella Città Vecchia di Gerusalemme e nella periferia settentrionale di Gerusalemme Est fuggirono a causa delle ostilità con il governo giordano - che controllava allora quelle parti della città. L'Orient House, che apparteneva a Mūsā al-Ḥusaynī è lì collocata. L'assassino di Re ʿAbd Allāh era un membro di un'organizzazione clandestina palestinese guidata da Dāwūd al-Ḥusaynī.

## Lista di componenti di spicco della famiglia Ḥusaynī
- ʿAbd al-Qādir al-Ḥusaynī - Combattente nazionalista palestinese e fondatore e leader dell'Esercito del Sacro Jihad. (Figlio di Musa al-Husayni)
- Adnān al-Ḥusaynī - Direttore Generale del Waqf Islamico, responsabile dei siti religiosi musulmani a Gerusalemme, quali la Moschea al-Aqsa e la Cupola della Roccia.
- Dāwūd al-Ḥusayni - Ispettore Generale dell'Esercito del Sacro Jihad e braccio destro di Amīn al-Ḥusayni. Cofondatore dell'Organizzazione per la Liberazione della Palestina (OLP).
- Darwīsh al-Ḥusaynī - Membro autorevole del Supremo Comitato Arabo.
- Effendi Sālim al-Ḥusaynī - Sindaco di Gerusalemme (1888-1897)
- Fawzi Darwish al-Husayni (assassinato il 10 marzo 1947) - fondatore del partito Filastin al-jadidah ("Nuova Palestina"), tentò di collaborare con i sionisti contro gli inglesi.[3]
- Fayṣal al-Ḥusaynī (noto sulla stampa non araba come Faisal Husseini) - Fondatore e leader della Società per gli Studi Arabi, capo di Fatah (rectius al-Fatḥ) in Cisgiordania e ministro per gli Affari di Gerusalemme dell'Autorità Nazionale Palestinese. (Figlio di ʿAbd al-Qādir al-Ḥusaynī)
- Hind al-Ḥusaynī - Già componente del Consiglio Nazionale Palestinese (il parlamento palestinese) e fondatrice dell'Orfanotrofio per i fanciulli palestinesi. (Cugina di ʿAbd al-Qādir al-Ḥusaynī)
- Ḥusayn al-Ḥusaynī - Sindaco di Gerusalemme (1910-1915)
- Ishāq Hātim al-Ḥusaynī - Autore e Rettore dell'Università Al-Quds
- Jamāl al-Ḥusaynī - Segretario del Comitato d'azione Arabo-Palestinese e del Consiglio Supremo Islamico, fondatore del Partito della Palestina Araba, nonché delegato del Supremo Comitato Arabo per la Palestina.
- Kāmil al-Ḥusaynī - secondo Gran Mufti di Gerusalemme (1908–1921) (figlio di Muṣṭafā Ṭāhir al-Ḥusaynī; fratello di Amīn al-Ḥusayni)
- Amīn al-Husaynī - Leader nazionalista palestinese, Gran Mufti di Gerusalemme (1921-1948), fondatore dell'Esercito del Sacro Jihad, leader del Supremo Comitato Arabo, reclutatore di combattenti musulmani per le Waffen-SS.
- Mūsā al-Ḥusaynī - Sindaco di Gerusalemme (1918-1920) e Presidente del Supremo Comitato Arabo per la Palestina. (Figlio di Effendi Sālim al-Ḥusaynī)
- Muṣṭafā Ṭāhir al-Ḥusaynī - Primo Gran Mufti di Gerusalemme (1860s–1908)
- Sālim al-Ḥusaynī - Sindaco di Gerusalemme (1909-1917)
- Serene al-Ḥusaynī Shahīd (Serene Husseini Shahid) - Massima esperta di costumi palestinesi. (Figlia di Jamāl al-Ḥusaynī)
- Tawfīq al-Ḥusaynī - Autorevole membro del Supremo Comitato Arabo.
- Laylā Shahīd - Inviata palestinese nella Commissione europea (figlia di Sirine al-Ḥusaynī)